# ماشین‌های هیولا
ماشین‌های هیولا (انگلیسی: Monster Trucks) فیلمی به کارگردانی کریس وج است که در سال ۲۰۱۷ منتشر شد. از بازیگران آن می‌توان به جین لوی اشاره کرد. این فیلم توسط پارامونت انیمیشن تولید شده‌است که شعبه‌ای از پارامونت پیکچرز است.

## بازیگران
- لوکاس تیل در نقش تریپ کولی، یک دانش‌آموز دبیرستانی
- جین لوی در نقش مردیت، دبیر تریپ و علاقه‌مند به او
- ایمی رایان در نقش سیندی کولی، مادر تریپ و همسر سابق وید
- راب لو در نقش تنسون، مهمترین ضدقهرمان فیلم
- دنی گلاور در نقش آقای ودرز، رئیس معلول تریپ
- بری پپر در نقش ریک، کلانتر محلی و شوهر جدید سیندی و ناپدری تریپ
- هولت مک‌کالانی در نقش بروک، دستیار تنسون
- فرانک ویلی در نقش وید کولی، پدر عجیب تریپ و شوهر قبلی سیندی
- توماس لنون در نقش دکتر جیم داود، یک دانشمند
- تاکر البریزی در نقش سم گلدون دوست تریپ
- سامارا ویوینگ در نقش بریان
- دنیل بیکن در نقش تعمیرکار